# Saško
Saško je moško osebno ime.

## Izvor imena
Saško je različica moškega osebnega imena Saša.

## Pogostost imena
Po podatkih Statističnega urada Republike Slovenije je bilo na dan 31. decembra 2007 v Sloveniji število moških oseb z imenom Saško: 101.

## Osebni praznik
Osebe z imenom Saško lahko godujejo takrat kot osebe z imenom Saša.